# 新繁县
新繁縣，中国旧县名，在今四川省成都市境内，前身为蜀郡所辖的繁县，县治在今彭州市濛阳镇。
劉禪時繁縣加「新」字置，或謂北周改繁縣置，或謂前蜀改，县治在今四川省成都市新都区西北新繁街道。隋朝開皇三年（583），廢入成都縣。
唐朝武德三年（620）復置，次畿。宋代仍屬成都府。元代屬成都路，為下縣。
明朝洪武十年（1377）五月，新繁县又省入成都縣。十三年（1380）十一月又復置。清仍屬成都府，康熙元年（1662年），省彭縣入新繁縣。雍正六年，復設彭縣。

## 共和國[9]
- 1958年-1959年曾撤銷併入彭縣、新都縣。具體時間不詳，後又復置。
- 1960年2月15日，兩縣又在新繁城關合署辦公。4月29日，國務院第100次全體會議通過“恢復新繁縣，撤銷新都縣，將原新都縣的行政區域劃歸新繁縣”的決定。7月28日，原新都、新繁兩縣人民委員會共同討論，決定從會議之日起撤銷新都縣，將原新都縣的行政區域劃歸新繁縣。
- 1962年10月20日，國務院117次全體會議通過決定，批准恢復新都縣制，以合併於新繁縣的原新都縣行政區域為新都縣的行政區域，縣人民委員會駐新都城關鎮。11月20日新都縣正式下文，對外公布恢復新都縣建制，並同時開始辦公和啟用印信。12月29日在新繁縣第四屆人民代表大會第二次會議上提請審議通過，予以追認。
- 1965年3月27日四川省人民委員會同意並報經國務院第154次全體會議批准，決定撤銷新繁縣，將新繁縣的行政區域劃歸新都縣。6月23日，新繁縣召開第五屆人民代表大會第三次會議進行討論，全體代表完全擁護國務院的決定，一致通過於1965年7月1日正式撤銷新繁縣治。